# قلعة الأناضول

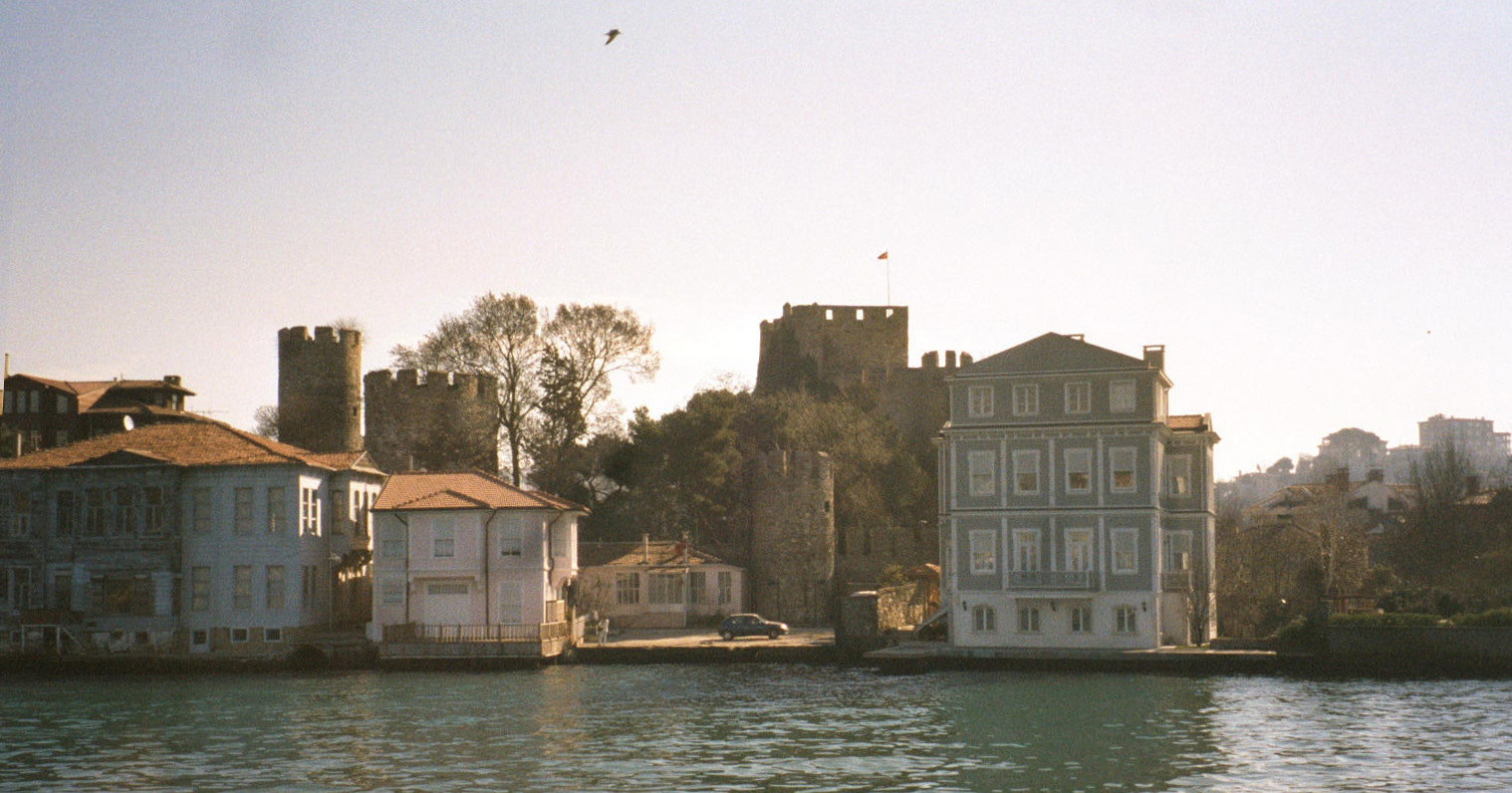
قلعة الأناضول، في منطقة "بيكوز"على البوسفور.

قلعة الأناضول (بالتركية: Anadolu Hisarı)‏ (بالإنجليزية: Anatolian Castle)‏، وتُعرف أيضا تاريخيا باسم «القلعة الجميلة» (بالتركية: Güzelce Hisar)‏. هي قلعة تقع في مدينة اسطنبول بتركيا على الجزء الأناضولي (الآسيوي) من جانب مضيق البوسفور، والتي يحمل اسمها الحي الموجود بالقرب من بيكوز. بُنيت القلعة بين عاميّ 1393م و 1394م من قِبل السلطان العثماني بايزيد الأول (الملقب بالصاعقة) كجزء من استعداداته للحصار العثماني الثاني للقسطنطينية عام 1395م.
بني القلعة السلطان بايزيد الأول على أنقاض معبد أورانوس.

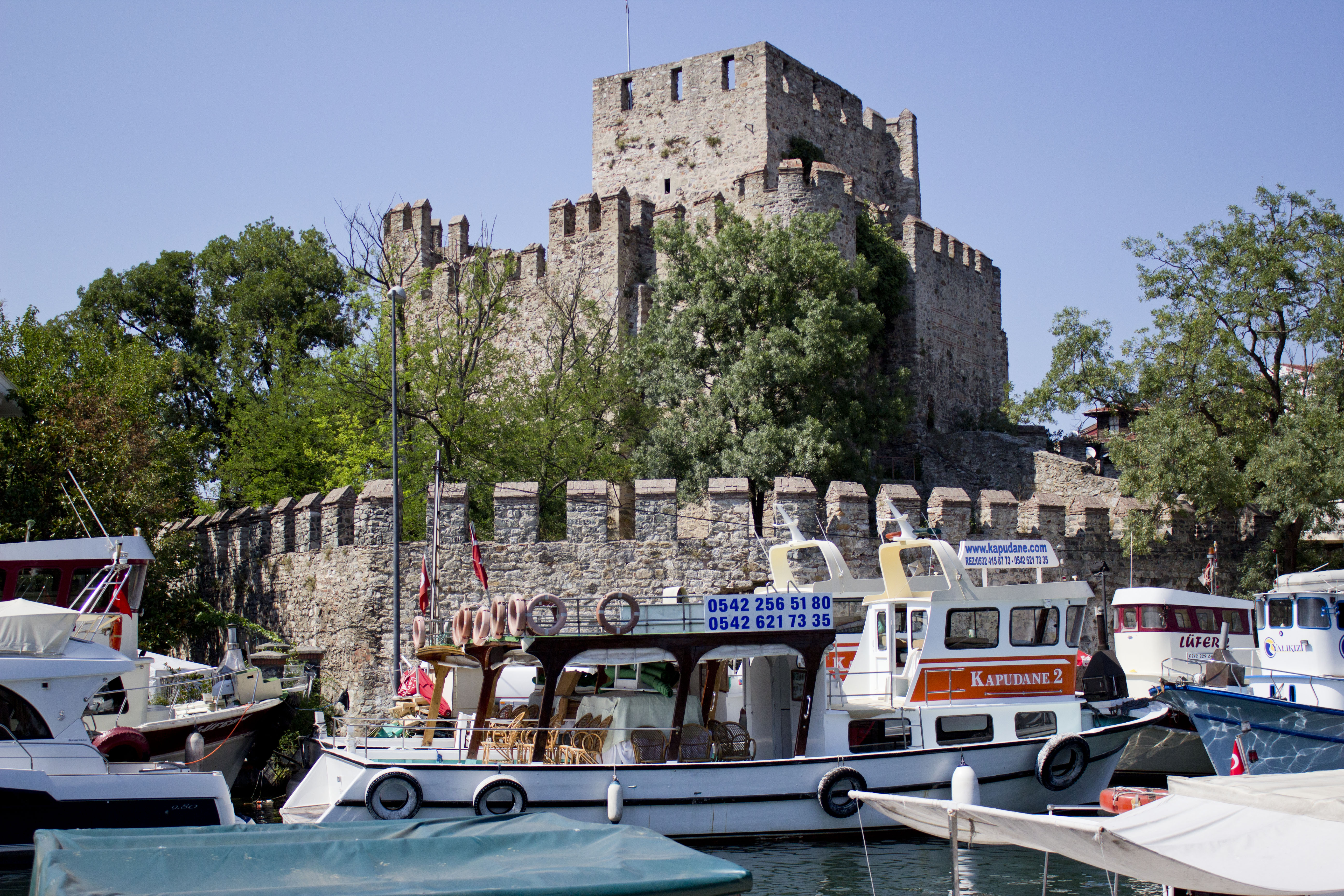
قلعة الأناضول، في منطقة «بيكوز» على البوسفور، أغسطس 2012م.

## الموقع
شُيدت قلعة الأناضول على مساحة 7000م2 وتقع في أضيق نقطة من مضيق البوسفور بعرض 660 م بالقرب من خور «جوكسو» (بالتركية: Göksu)‏(بالإغريقية: Aretòs)‏، ويقع جسر السلطان محمد الفاتح، الذي هو ثاني جسر مشيد عبر مضيق البوسفور، شمال قلعة الأناضول.
بنى السلطان محمد الثاني (الفاتح) قلعة أخرى في الجانب الأوروبي المقابل لقلعة الأناضول الكائنة في الجانب الآسيوي، هي قلعة روملي حصار بين 1451م و1452م، من أجل السيطرة المطلقة على المرور البحري في مضيق البوسفور، وكان ذلك أمراً حيوياً وبخاصة لتواجد جمهورية جنوة في غلطة باسطنبول، الذين كانوا متحالفين مع البيزنطيين وكانت لهم مستعمرات في البحر الأسود مثل فيودوسيا (بالتركية: Feodosya)‏، سينوب (بالتركية: Sinop)‏ و «أماسرا» (بالتركية: Amasra)‏.

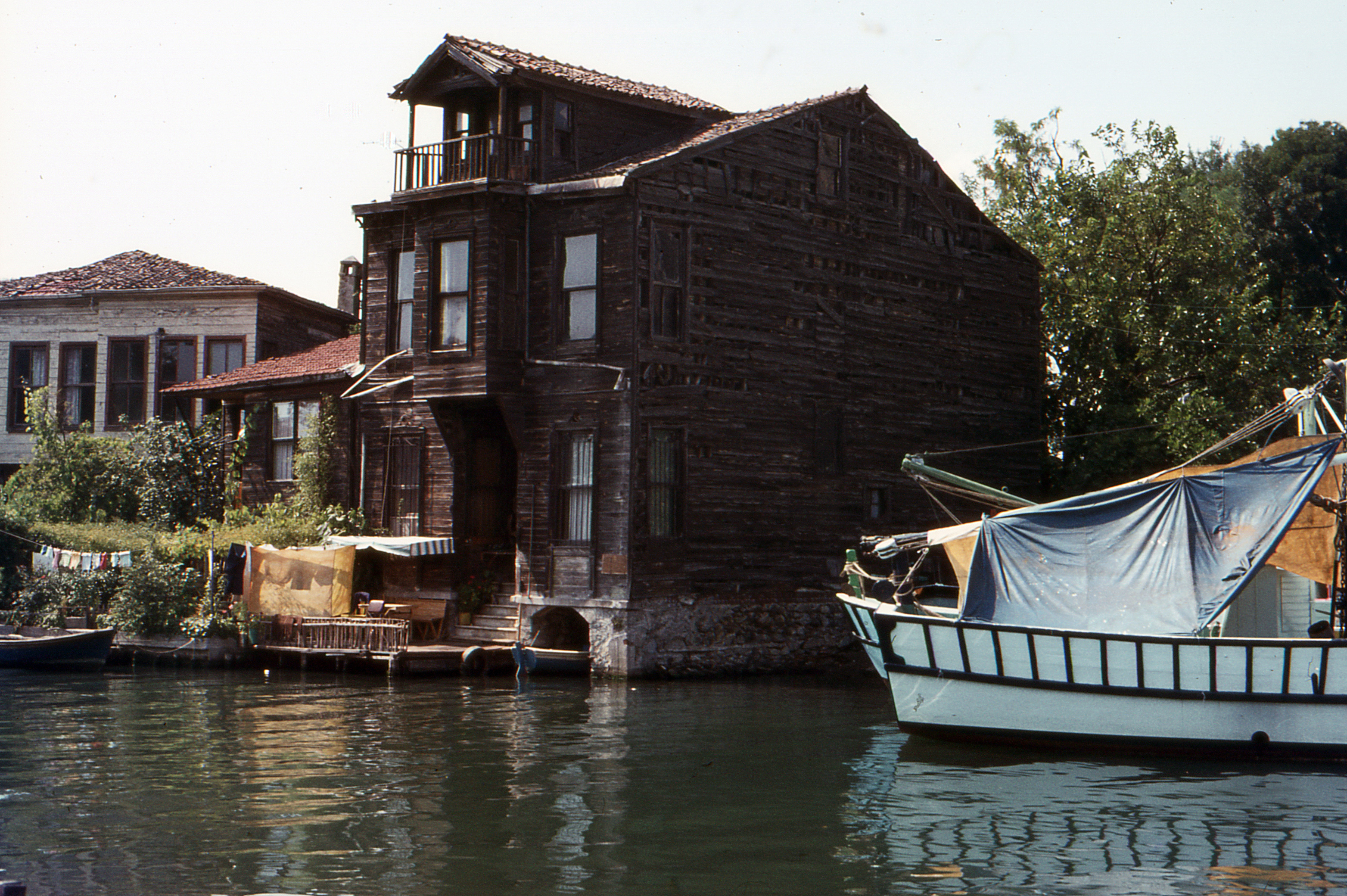
أحد الأبنية الخشبية الضخمة العثمانية المسماة "يالي" وهي بيوت مبنية على شاطئ البحر مباشرة بحيت تلامس الماء، موجودة على طول الساحل من "قلعة الأناضول".
البيت الموجود بالصورة (يالي) مبني في القرن 19 أسفل قلعة الأناضول مباشرة.

## عمارة القلعة
قلعة الأناضول هي أقدم بنية معمارية تركية في اسطنبول. كان اسم القلعة سابقا «القلعة الجميلة» (بالتركية: Güzelce Hisar)‏ كما في الوثائق التاريخية. أُقيمت قلعة الأناضول لتكون قلعة للمراقبة على مضيق البوسفور.
ارتفاع القلعة 25 مترا، والبرج الرئيسي مربع الشكل ويوجد داخل أسوار على شكل خماسي غير منتظم، مع وجود خمسة أبراج مراقبة في الأركان الخمسة لأسوار القلعة، ويوجد بالقلعة مسجد أيضا.
حصّن السلطان محمد الثاني (الفاتح) القلعة بجدار سميك عرضه متران من حولها، وكان لها ثلاثة أبراج للمراقبة وأُضيفت بعض المباني الأخرى مثل المستودعات والمنازل أيضا، ولكن بسبب التغييرات التي أُدخلت على القلعة في الماضي، لم تعد تحتفظ بشكلها الأصلي الآن.

بعد فتح القسطنطينية عام 1453م، تحولت القلعة إلى سجن عسكري.

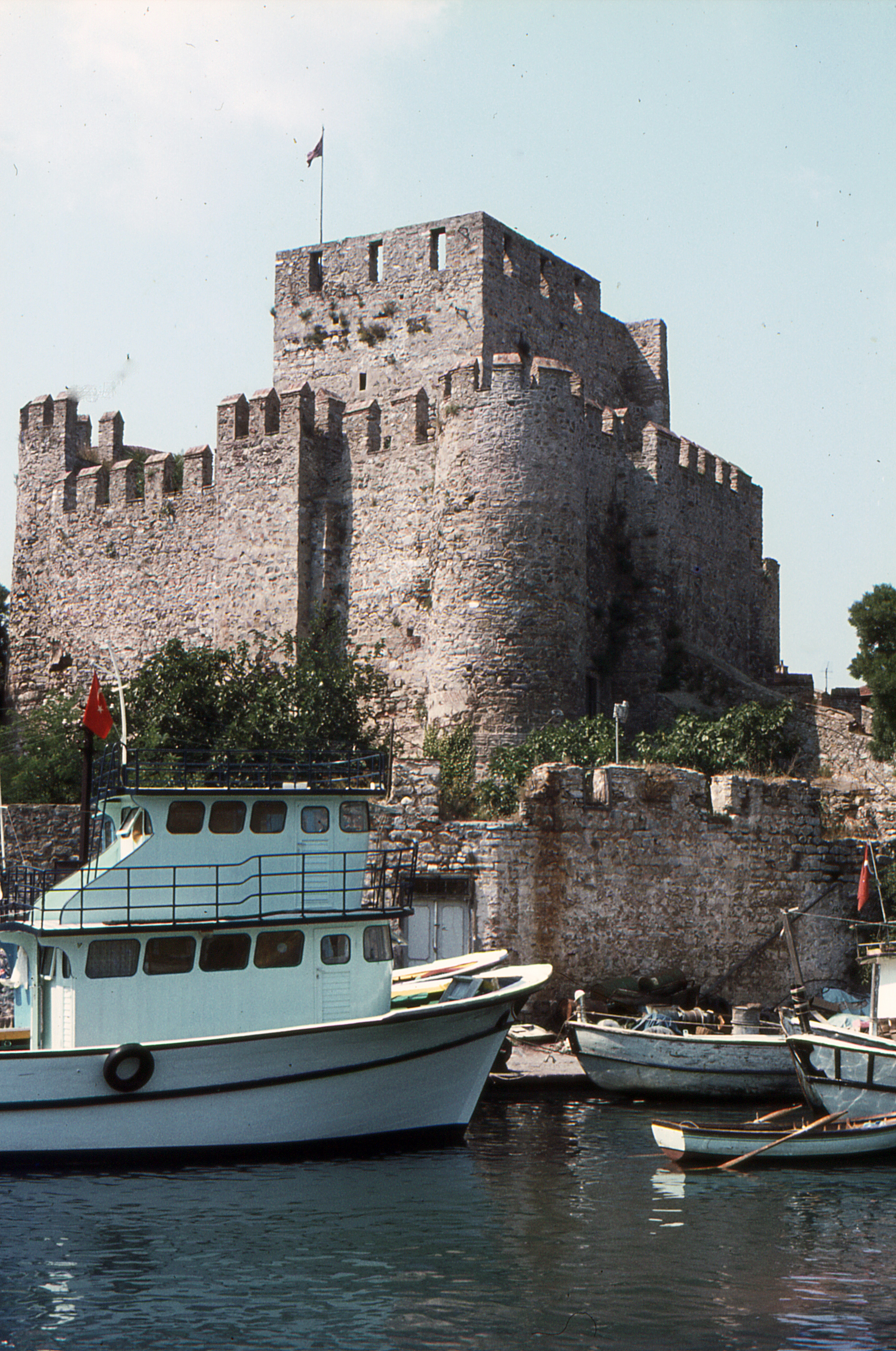
قلعة الأناضول، في منطقة "بيكوز"على البوسفور بمحافظة إسطنبول، 1981م.

## القلعة في الوقت الحالي
يشكل هذا الحصن الصغير منظرا خلاباً إلى جانب البيوت الخشبية القديمة المتمايلة على جدران الحصن والمناطق المحيطة بالقلعة.
إن قلعة الأناضول هي متحف وموقع تاريخي، ولكنها ليست مفتوحة لزيارات الجمهور.
جددت وزارة الثقافة التركية الموقع في عام 1991م - 1993م.
|  |  |

## وصلات خارجية
- صور القلعة.

## معرض الصور

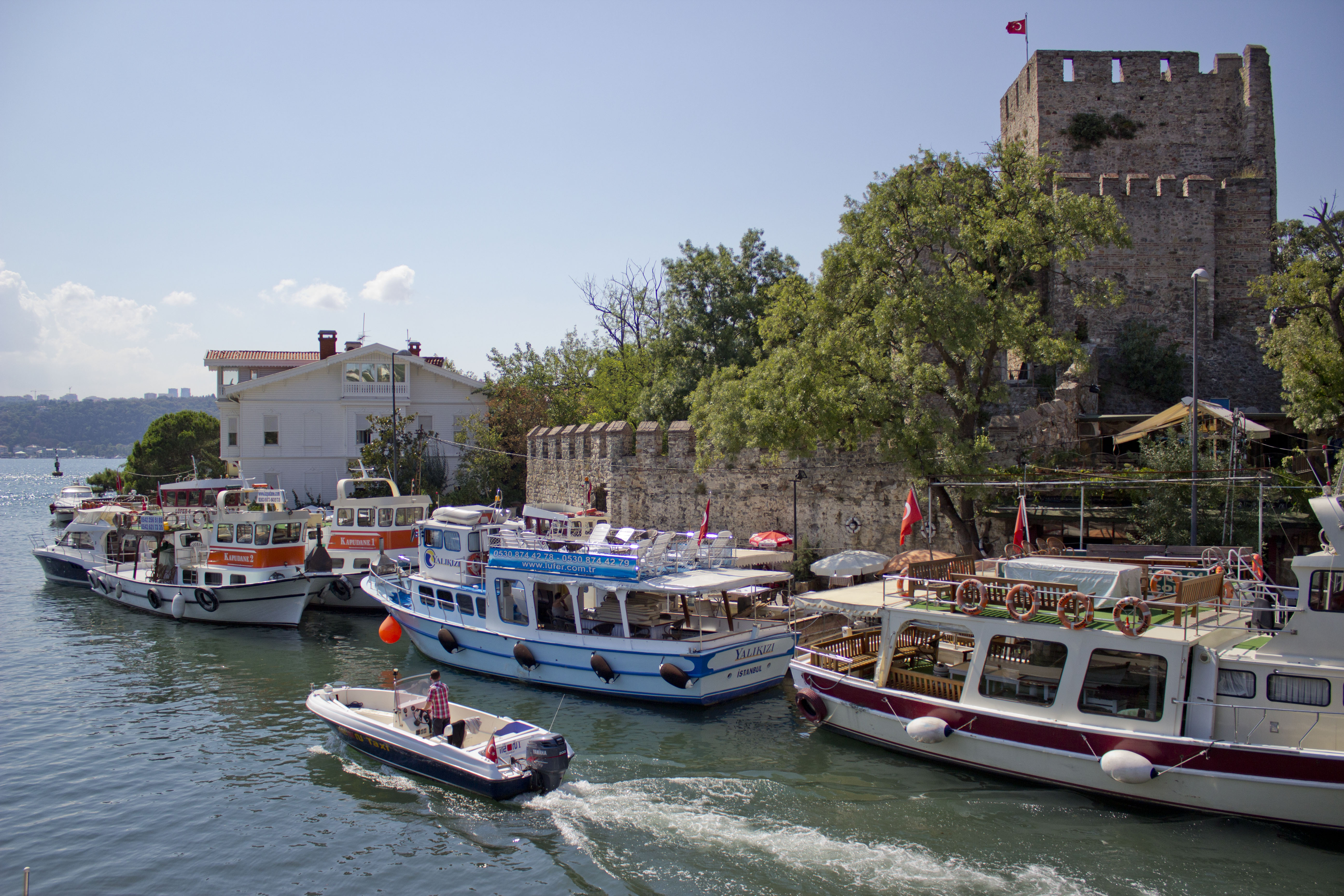
قلعة الأناضول.
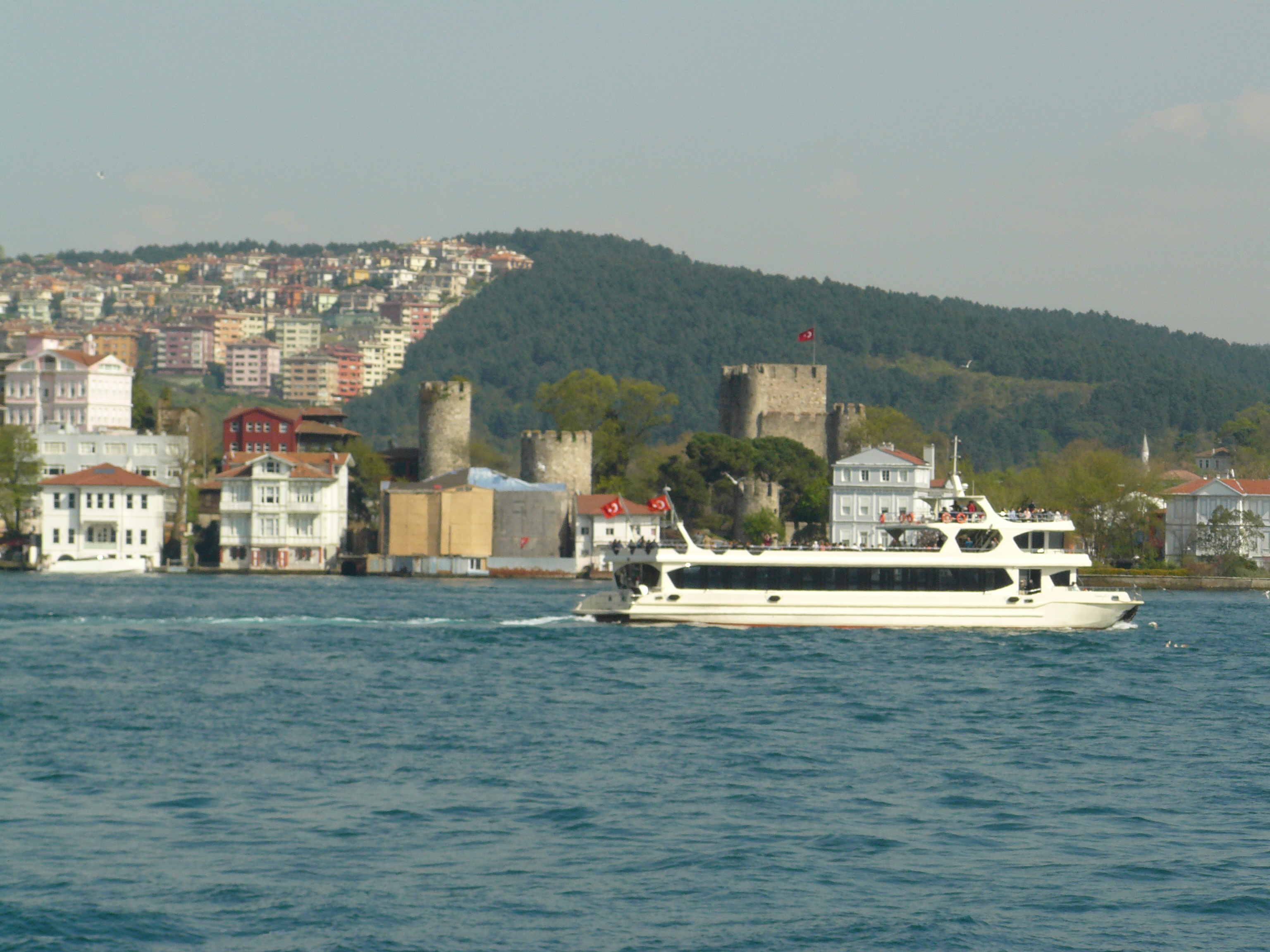
صورة لقلعة الأناضول من البوسفور.
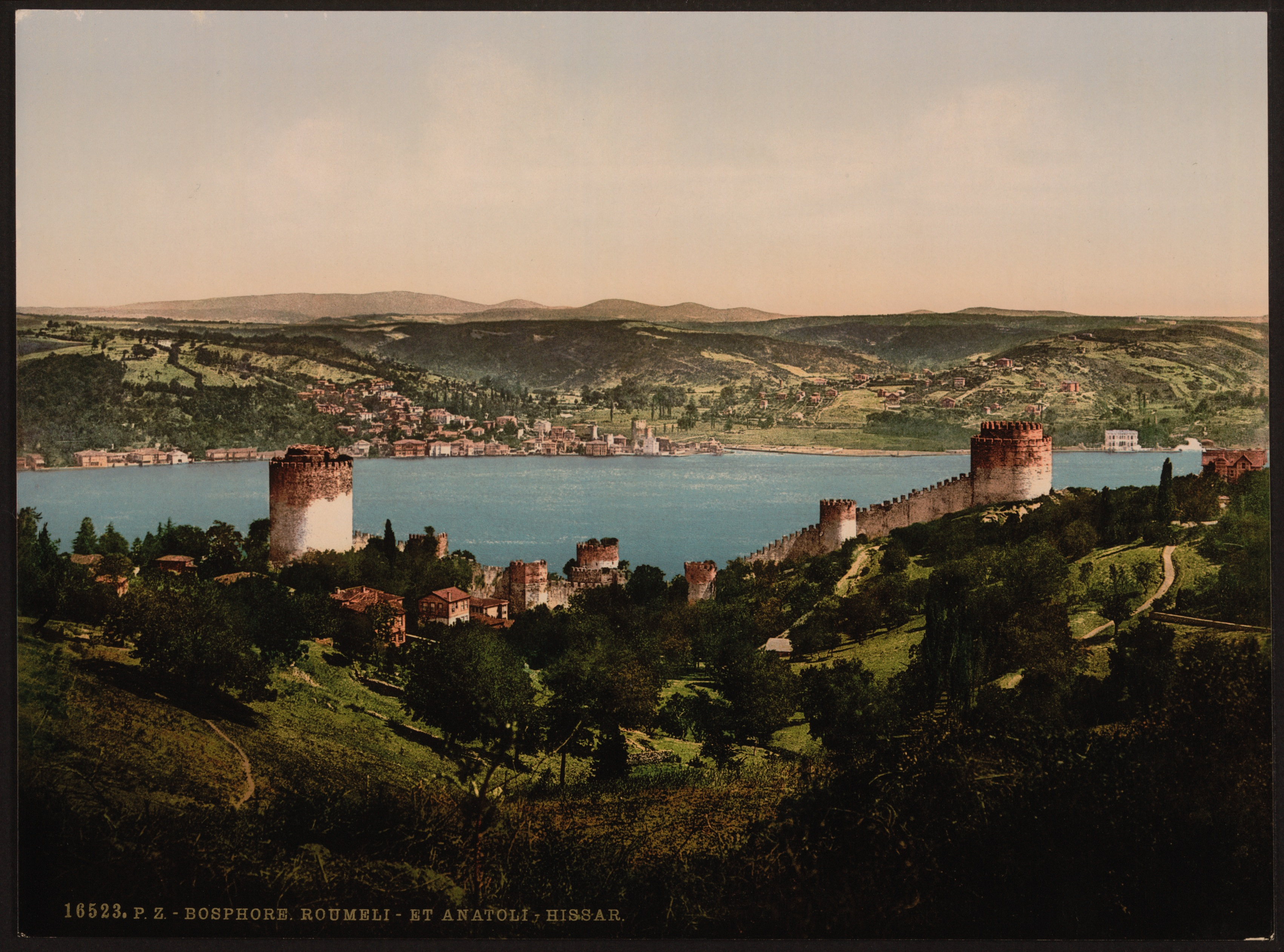
قلعة الأناضول ويقابلها من علي الضفة الأخرى للبسفور قلعة رومللي حصار.
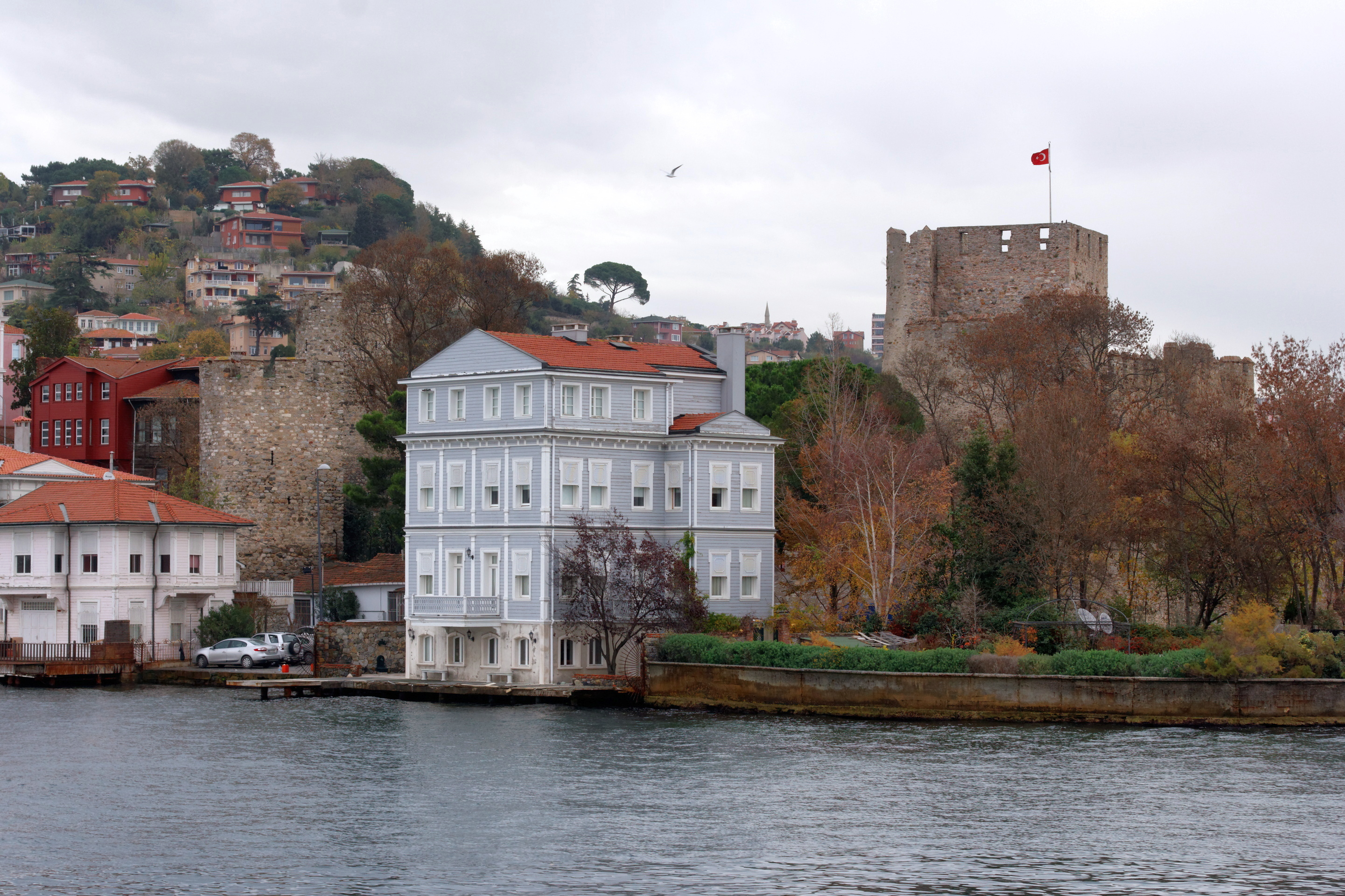
قلعة الأناضول.
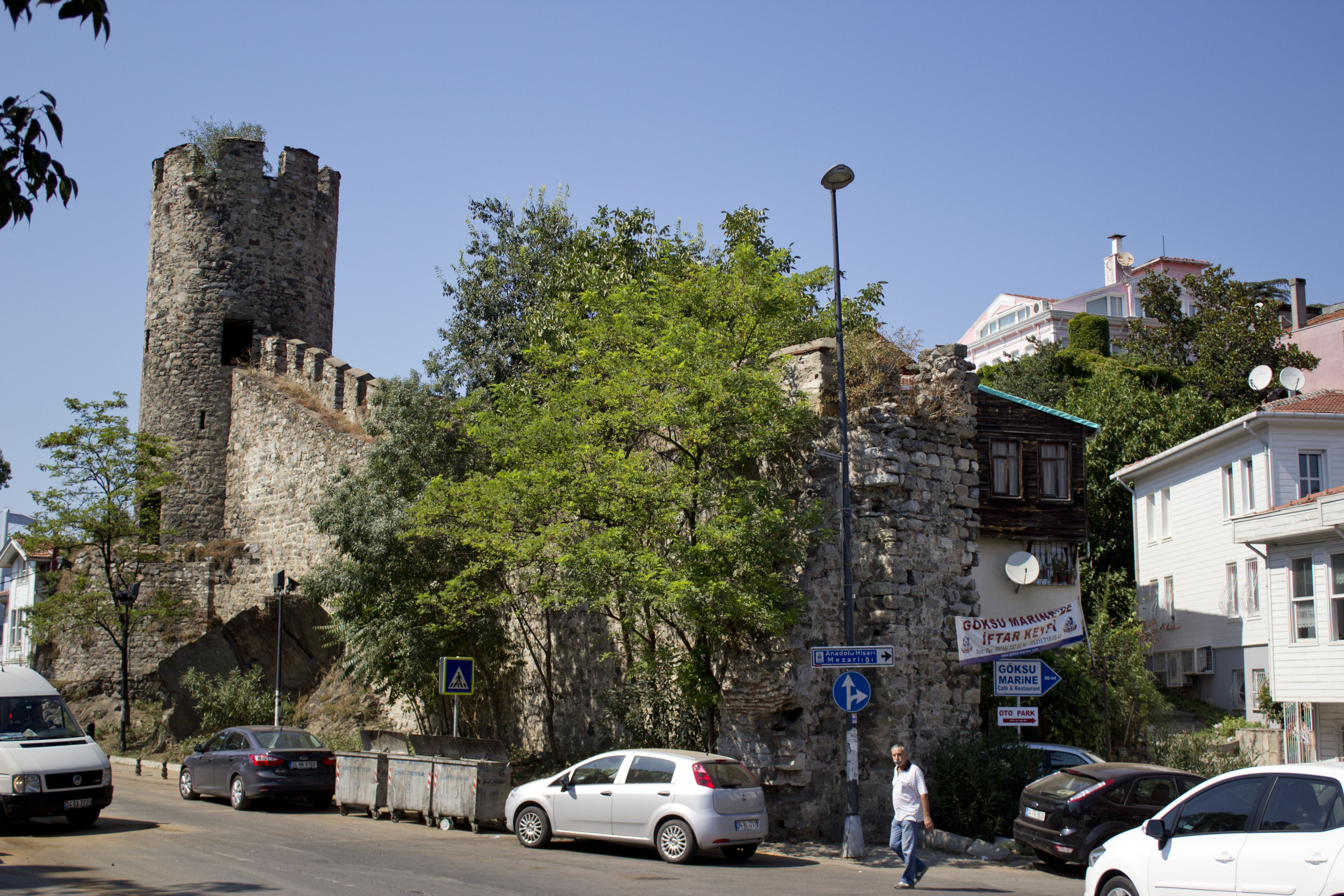
قلعة الأناضول.
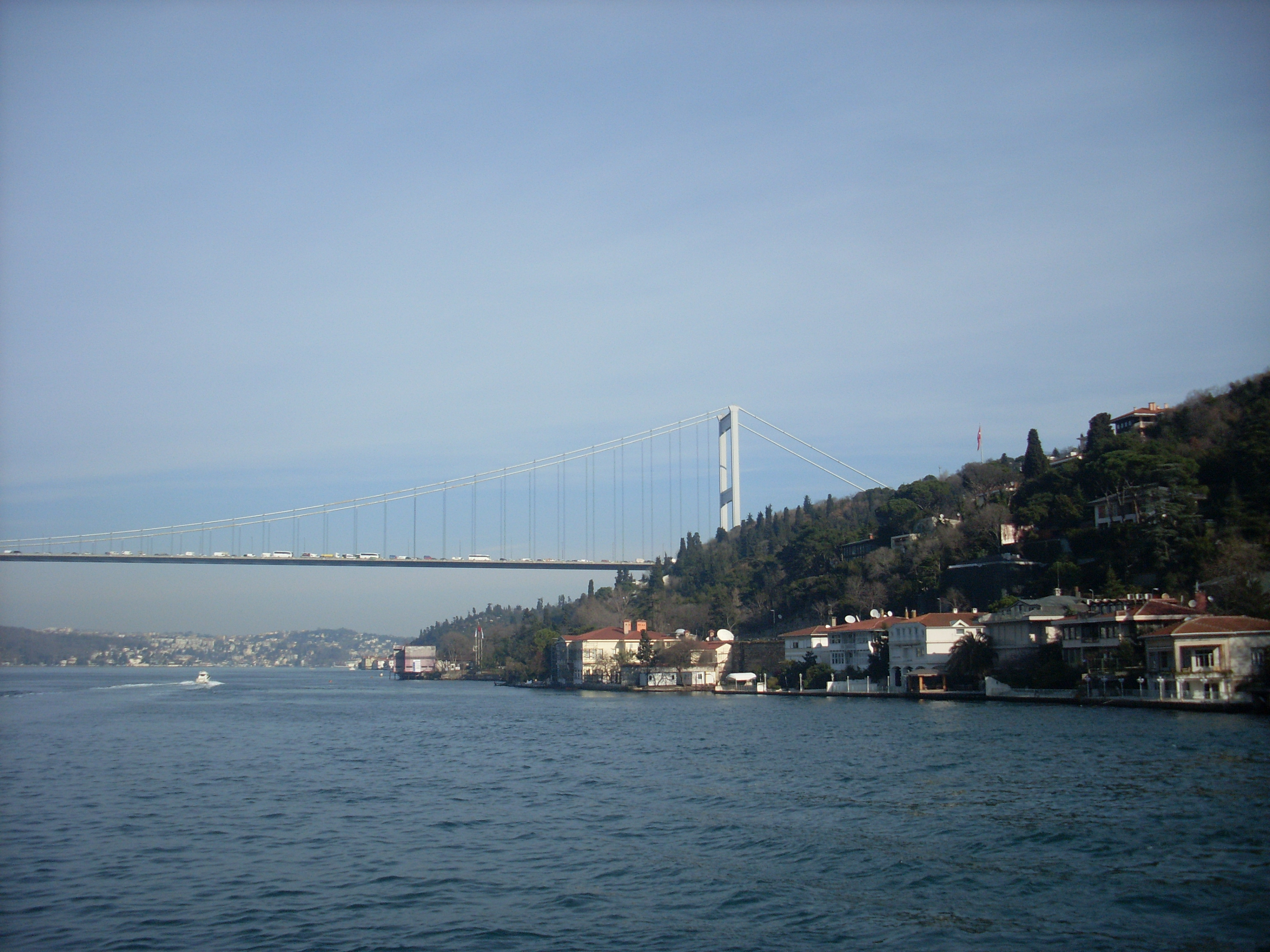
قلعة الأناضول.
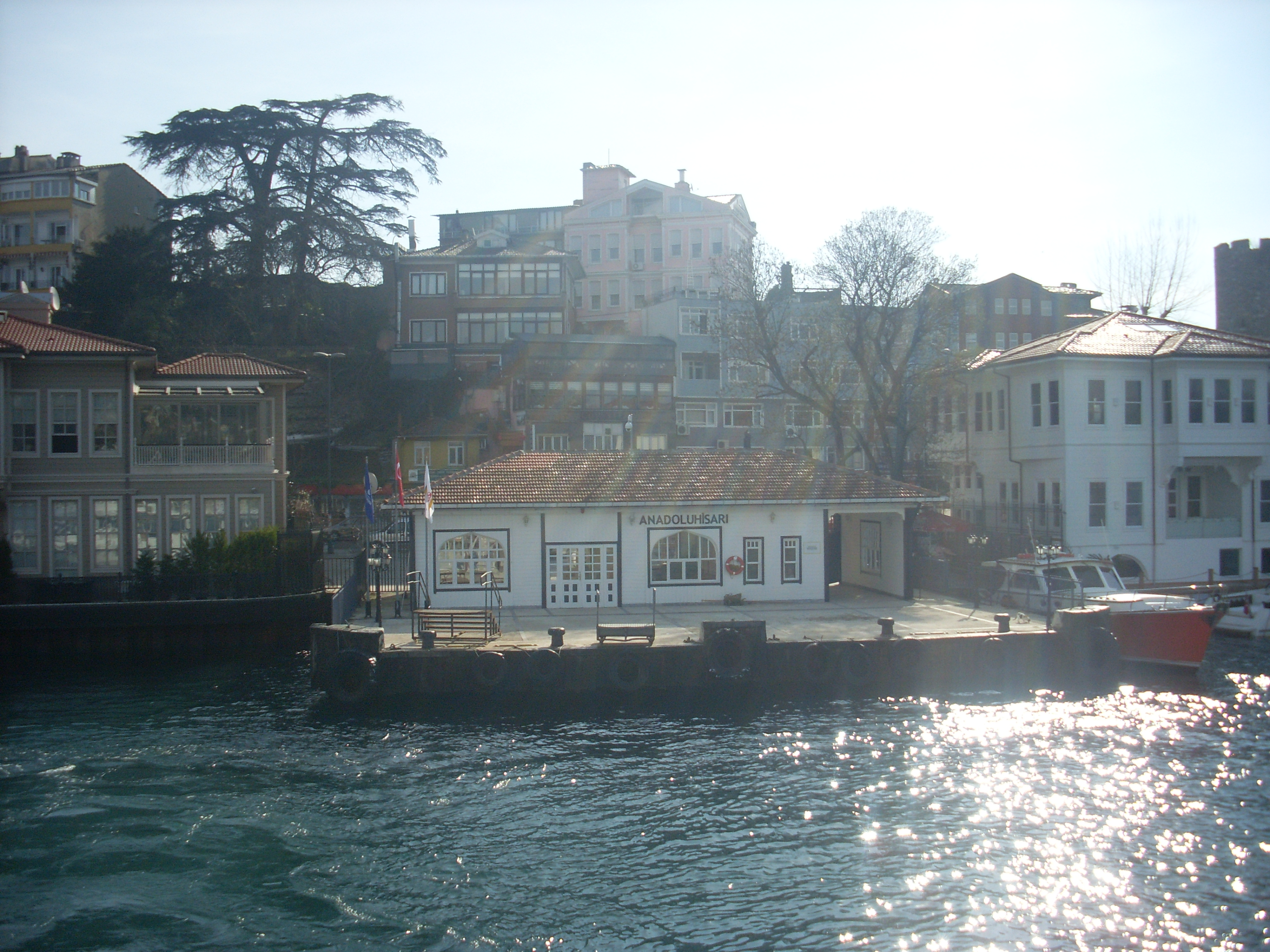
قلعة الأناضول.